# Бизане, Гилен Лоран
Гиле́н Лора́н Бизане́ (17 августа 1755, Гренобль – 18 апреля 1836, там же) – французский военачальник, участник Революционных и Наполеоновских войн, дивизионный генерал/генерал-лейтенант (1794, 1815, 1821).

## Биография
Начал военную карьеру в 1772 году морским канониром, участвовал в Войне за Независимость США на стороне Тринадцати колоний на борту французского военного корабля «Величественный» с 1781 по 1783 год. В 1788 году сержантом ушёл со службы. В годы революции записался добровольцем в батальон Национальной гвардии родного департамента Изер, причем, как имеющий значительный военный опыт, сразу же был избран подполковником. С 1792 года командовал бригадой, в 1793 году произведён в бригадные генералы. В 1794 году на поле боя получил чин дивизионного генерала, но производство не было утверждено. Сражался в Италии, оборонял Монако, в 1796 году был уволен в отставку, но в годы консульства стал комендантом Марселя. 
Из Марселя в 1805 году Бизане был переведён комендантом в Кёльн, а в 1810 году был назначен комендантом слабоукреплённой крепости Берген-оп-Зом, расположенной в Нидерландах, гарнизон которой состоял в основном из необученных и ненадёжных частей. В 1814 году около крепости высадился сильный британский десант, включавший в себя элитные части британской гвардии, во главе со знаменитым генералом Томасом Грэмом. Неожиданно для атакующих, бой за крепость закончился их полным поражением. Потеряв до половины личного состава, генерал Грэм вынужден был отступить, а крепость Берген-оп-Зом до конца войны оставалась под контролем Бизане.
Во время Ста дней генерал Бизане, поддержавший Наполеона, был снова комендантом Марселя, а затем - губернатором Тулона. Был произведён Наполеоном в генерал-лейтенанты. После окончания Ста дней уволен со службы, очередной чин Бурбонами не подтверждён. 
В 1821 году — почётный генерал-лейтенант, но фактически не служил, с 1833 года — официально в отставке.

## Награды
Легионер ордена Почётного легиона (12 декабря 1803 года)
 Офицер ордена Почётного легиона (14 июня 1804 года)
 Кавалер военного ордена Святого Людовика (1814 год)